# Mésorégion métropolitaine de Curitiba
La mésorégion métropolitaine de Curitiba est l'une des 10 mésorégions de l'État du Paraná. Elle regroupe 37 municipalités groupées en 5 microrégions.

## Données
La région compte 3 595 662 habitants pour 22 824 km².

## Microrégions[1]
La mésorégion métropolitaine de Curitiba est subdivisée en 5 microrégions:
- Cerro Azul
- Curitiba
- Lapa
- Paranaguá
- Rio Negro